# SuperWASP

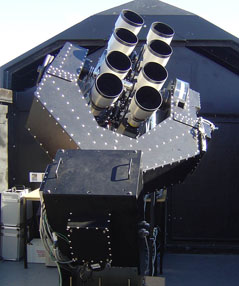
Dalekohledy SuperWASP-South

SuperWASP (původně WASP – Wide Angle Search for Planets) je mezinárodní projekt sedmi universit a výzkumných institucí pro hledání exoplanet. Používá sadu malých robotických dalekohledů s velmi širokým zorným polem. Je umístěn na dvou místech:
- SuperWASP-North na observatoři Roque de los Muchachos na ostrově La Palma na Kanárských ostrovech,
- SuperWASP-South na South African Astronomical Observatory v Jihoafrické republice.

První exoplanetu objevil systém v roce 2006. Do konce roku 2017 jich bylo takto objeveno 157. Nástupcem systému je od roku 2016 projekt Next-Generation Transit Survey umístěný na observatoři Paranal v Chile, který vyniká větší citlivostí.